# أوسمار شيندلر
أوسمار شيندلر (بالألمانية: Osmar Schindler) هو أستاذ جامعي ورسام ألماني، ولد في 21 ديسمبر 1867 في درسدن في ألمانيا، وتوفي في 19 يونيو 1927 في Burkhardtsdorf ‏ في ألمانيا.